# کارهنج

کارهنج

کارهنج

کارهنج

کارهنج (انگلیسی: Carhenge) بدلی است از یادمان پیشاتاریخی استون‌هنج که در نزدیکی شهر الاینس، نبراسکا در مناطق کوهستانی آمریکا ساخته شده است. در کارهنج به جای سنگ‌افراشت‌های اصلی استون‌هنج از خودروهای قدیمی آمریکایی استفاده شده که همه با افشانهٔ خاکستری رنگ‌آمیزی شده‌اند.

## سازه

کارهنج

کارهنج مشتمل است بر ۳۸ خودرو که به دور حلقه‌ای به قطر ۲۹ متر چیده شده‌اند. برخی از خودروها به‌شکل عمودی ایستانده شده‌اند، ۱٫۵ متر در زمین فرورفته‌اند، و تشکیل ستون سه‌سنگ‌های کارهنج را می‌دهند. تیرها نیز خودروهایی هستند که به شکل افقی روی ستون‌ها جوش خورده‌اند.
سنگ هیل یک کادیلاک مدل ۱۹۶۲ است.
سه خودرو نیز کاملاً در خاک دفن شده‌اند و تابلویی بر فراز آنان قرار گرفته است که متن زیر روی آن خودنمایی می‌کند:
اسکلت سه ماشین خارجی اینجا آرمیده است. زمانی که دیترویت خفته بود ایشان کار ما را راه می‌انداختند. اکنون دیترویت بیدار است، و آمریکا باعظمت!— 
کارهنج بر پایهٔ وضعیت امروزی ویرانهٔ استون‌هنج ساخته شده است و نه سازهٔ اصلی آن که در عصر نوسنگی برپا بوده.
به‌غیر از بدل استون‌هنج، در محوطهٔ کارهنج چند تندیس دیگر از بدنهٔ خودروهای رنگ‌آمیزی شده قرار دارد.

## تاریخ
کارهنج، که آن را «جیم رایندرز» ساخته است، در روز انقلاب تابستانی ۱۹۸۷ افتتاح شد. در سال ۲۰۰۶ مرکز گردشگرانی در محوطهٔ کارهنج ساخته شد.
در سال ۲۰۱۳ کارهنج به سازمان «اتحادیهٔ شهروندان» (به انگلیسی: Citizens' Alliance) اهدا شد که در کار حمایت از سندیکاها است.
خورشیدگرفتگی ۲۱ اوت ۲۰۱۷ را حدود ۴٫۰۰۰ نفر از جمله فرماندار نبراسکا پیت ریکتس از کارهنج تماشا کردند. این رویداد با مراسم سی‌سالگی افتتاح کارهنج همزمان بود.